# Eressea PbeM

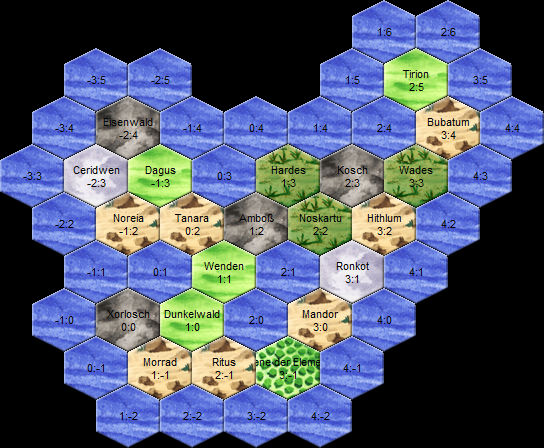
Eine beispielhafte Insel, dargestellt mit dem Kartentool CSMap

Eressea ist ein rundenbasiertes Strategiespiel, das per E-Mail gespielt wird und in einer fiktiven Fantasy-Welt stattfindet. Der Name des Spiels leitet sich ab von Tol Eressëa, einer fiktiven Insel aus den Geschichten von J. R. R. Tolkien. Das Spiel hat seit dem 27. August 1996 mit wenigen Ausnahmen wöchentliche Züge gehabt. Es gibt Eressea damit seit über 1.300 Runden. Im August 2024 hatte Eressea gut 200 Parteien. Im März 2002 berichtete die Zeitschrift Bravo Screenfun über Eressea. Daraufhin stieg die Spielerzahl sprunghaft an. Den Spielerhöhepunkt hatte Eressea mit über 2.000 Parteien, derzeit ist die Spielerzahl recht stabil.

## Ablauf und Spielziel
Das Spiel ist für eine beliebige Anzahl von Spielern konzipiert. Die Spielwelt besteht aus vielen Inseln und wird von den Spielerparteien und einer vom Server gesteuerten Monsterpartei bevölkert. Als Spieler kontrolliert man eine Partei, die einer von mehreren Rassen aus dem typischen Fantasy-Repertoire angehört und deren Einheiten verschiedene Talente lernen, Rohstoffe abbauen und Gebäude, Transportmittel und Waffen bauen können.
Ein offizielles Spielziel oder Spielende ist nicht gegeben, jedem Beteiligten ist selbst überlassen, was und wie er es zu erreichen versucht. Ein Einstieg ist jederzeit möglich, neue Spieler werden dabei in unbesiedelten Regionen „ausgesetzt“.
Die Auswertung ist textbasiert, wobei zwischen Deutsch und Englisch gewählt werden kann. Es sind jedoch Programme frei erhältlich, welche die Auswertung in Grafik umwandeln und bei der Erstellung der Spielzüge unterstützen.
Das Spiel war ursprünglich ein Ableger von German Atlantis, einer deutschsprachigen Version des englischen Atlantis 1.0.

### Vinyambar
Es gab mehrere direkte Ableger unter dem Namen Vinyambar. Die Vinyambar-Spiele hatten teils mehr, teils weniger große Regelunterschiede im Vergleich zum Originalspiel, einige hatten sogar ein spezifisches und festes Spielziel. Alle Vinyambar-Varianten waren zudem kostenpflichtig. Am 11. August 2019 endete die aktuell letzte Vinyambar-Version nach Auswertung 517.